# 上田隆穂
上田 隆穂（うえだ たかほ、1953年〈昭和28年〉12月 - ）は、日本の経営学者。専門はマーケティング論。学習院大学経済学部教授。学習院大学経済学部学部長、日本商業学会副会長、日本消費者行動研究学会会長等を歴任。

## 人物・経歴
三重県四日市市出身。甲陽学院中学校・高等学校を経て、1978年東京大学経済学部卒業、東燃入社。1982年一橋大学大学院商学研究科修士課程修了。1985年一橋大学大学院商学研究科博士課程単位取得退学。マーケティング論の田内幸一に師事
1985年一橋大学商学部助手。1986年学習院大学経済学部専任講師。1987年同助教授。カリフォルニア大学ロサンゼルス校客員研究員を経て、1992年（平成4年）学習院大学経済学部教授。1999年日本消費者行動研究学会会長。2000年学習院大学より博士（経営学）の学位を取得。2009年から2010年まで学習院大学経済学部学部長。
専門はマーケティング論。日本商業学会副会長、日本フードサービス学会理事、日本マーケティング学会理事、公益財団法人日本醸造協会評議員、一般社団法人日本アイスクリーム協会学識理事、学習院マネジメントスクール所長等も歴任。

## 著作

### 著書
- 『マーケティング』（江原淳と共著）新世社 1992
- 『価格決定のマーケティング』（編）有斐閣 1995
- 『マーケティング価格戦略』有斐閣 1999
- 『マーケティング&リサーチ通論』（朝野煕彦と共著）講談社 2000
- 『ケースで学ぶ価格戦略・入門』（編）有斐閣 2003
- 『価格・プロモーション戦略』（守口剛と共編）有斐閣 2004
- 『フードサービス業における情報化戦略とテクノロジー』（共編）中央経済社 2004
- 『現代のマーケティング戦略』（守口剛と共著）有斐閣 2004
- 『日本一わかりやすい価格決定戦略』明日香出版社 2005
- 『テキストマイニングによるマーケティング調査』（黒岩祥太, 戸谷圭子, 豊田裕貴と共編）講談社 2005
- 『プライシング・サイエンス』（杉田善弘, 守口剛と共編著）同文舘出版 2005
- 『顧客の声を活かすフードサービス情報戦略』（藤居讓太郎, 高橋郁夫, 戸谷圭子と共編）中央経済社 2006
- 『マーケティングリサーチ入門』（高田博和, 奥瀬喜之, 内田学と共著）PHP研究所 2008
- 『マーケティングを学ぶ 上』（青木幸弘と共編）中央経済社 2008
- 『マーケティングを学ぶ 下』（青木幸弘と共編）中央経済社 2009
- 『買い物客はそのキーワードで手を伸ばす』（兼子良久, 星野浩美, 守口剛と共編著）ダイヤモンド社 2011
- 『リテールデータ分析入門』（田島博和, 奥瀬喜之, 斉藤嘉一と共編著）中央経済社 2014
- 『生活者視点で変わる小売業の未来』宣伝会議 2016

### 訳書
- ハーマン・サイモン『グローバルビジネスの隠れたチャンピオン企業』（監訳,渡部典子訳）中央経済社 2015
- ハーマン・サイモン『価格の掟』（監訳,渡部典子訳）中央経済社 2016